# Museu Enschedé

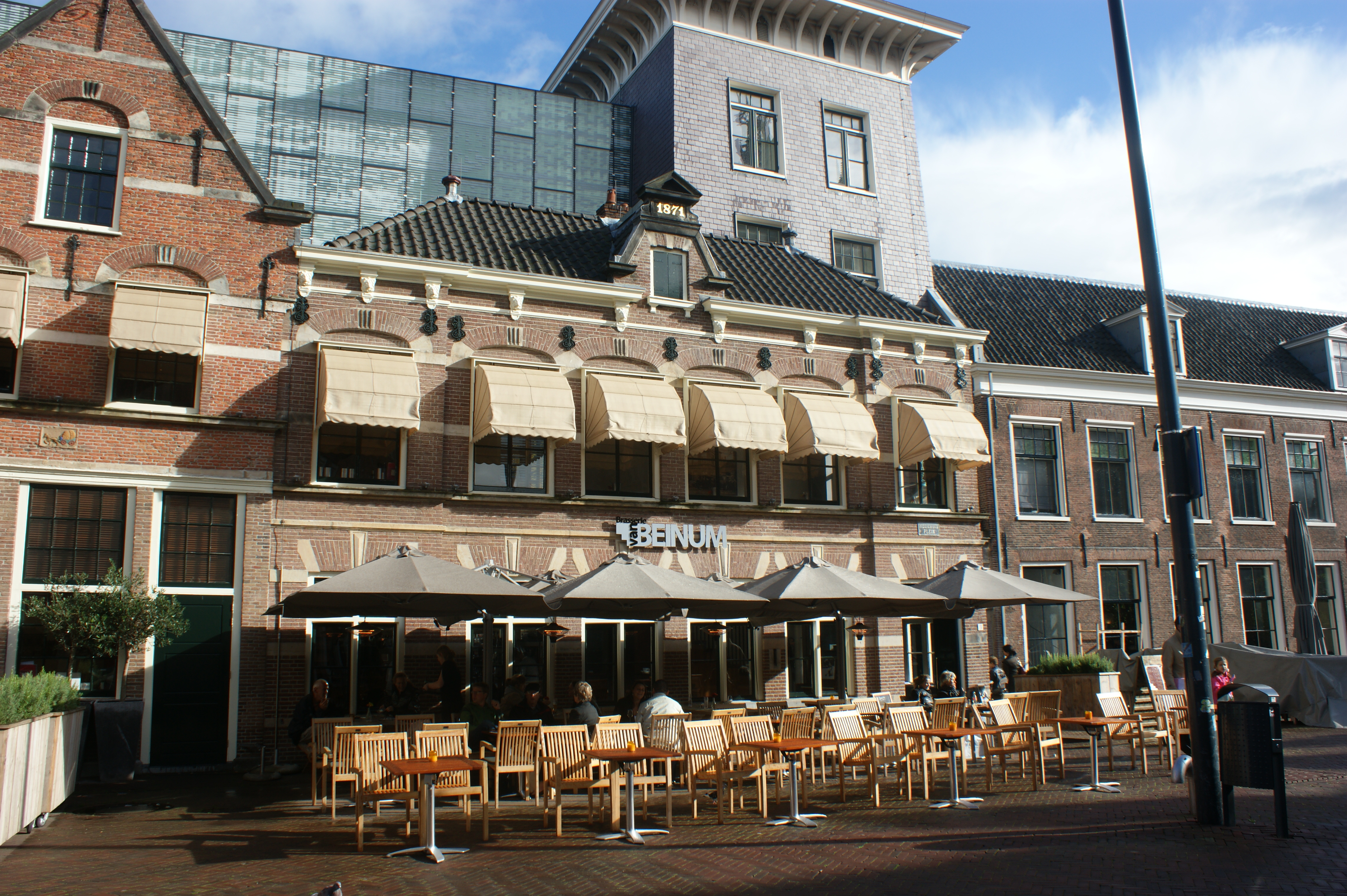
L'antiga ubicació del museu ha estat renovada per acollir restaurants i ara hi ha a sota un garatge. Sota la "torre del rellotge" reconstruïda, una porta vella conté una placa commemorativa a Enschedé

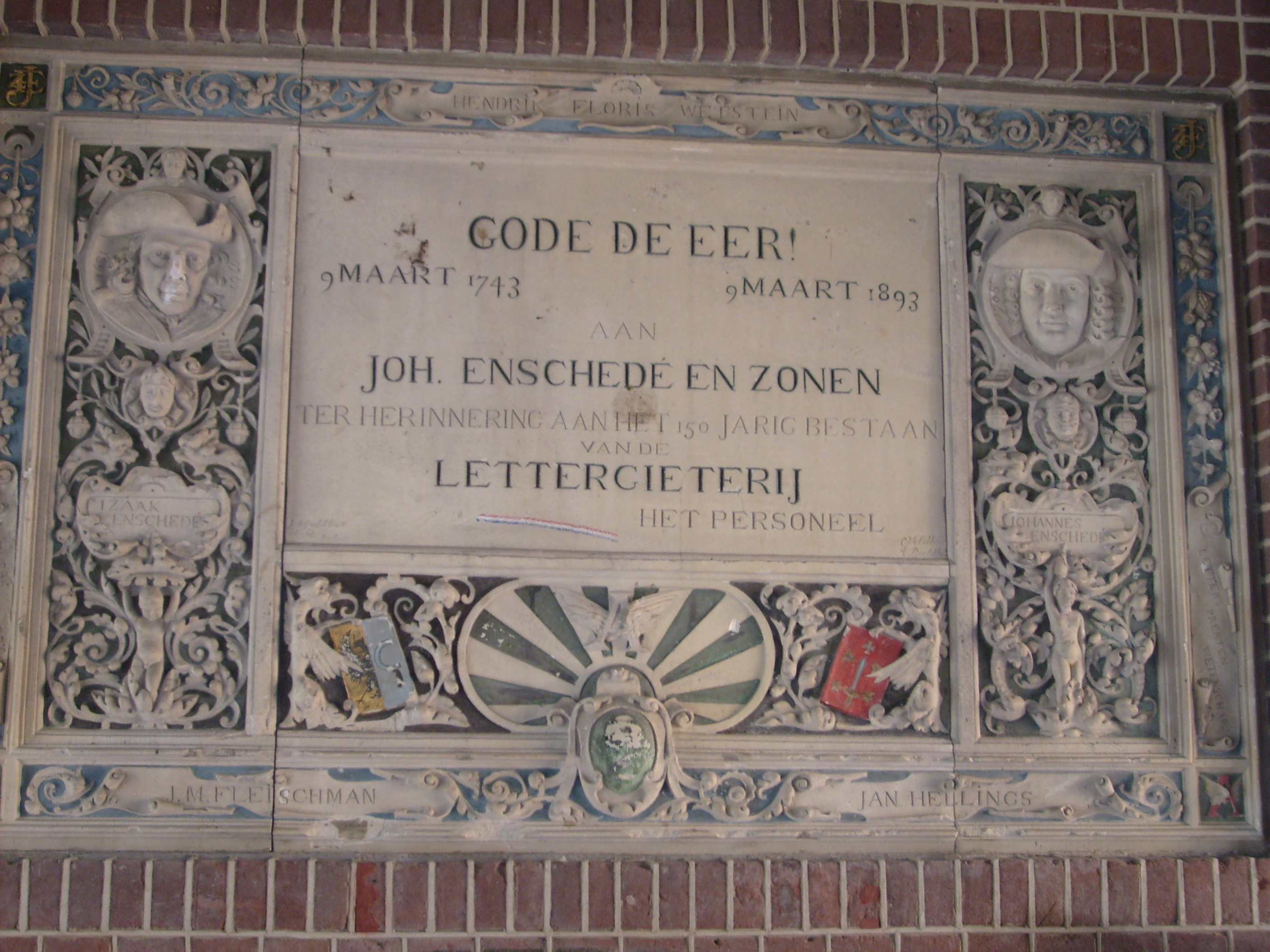
Placa commemorativa en el lloc original de la fosa Johan Enschede en el Klokhuisplein darrere del Grote Kerk

El Museu Enschedé era un museu situat en el centre de Haarlem, Països Baixos, en el Klokhuisplein 5, enfront de la St. Bavochurch.

## Història

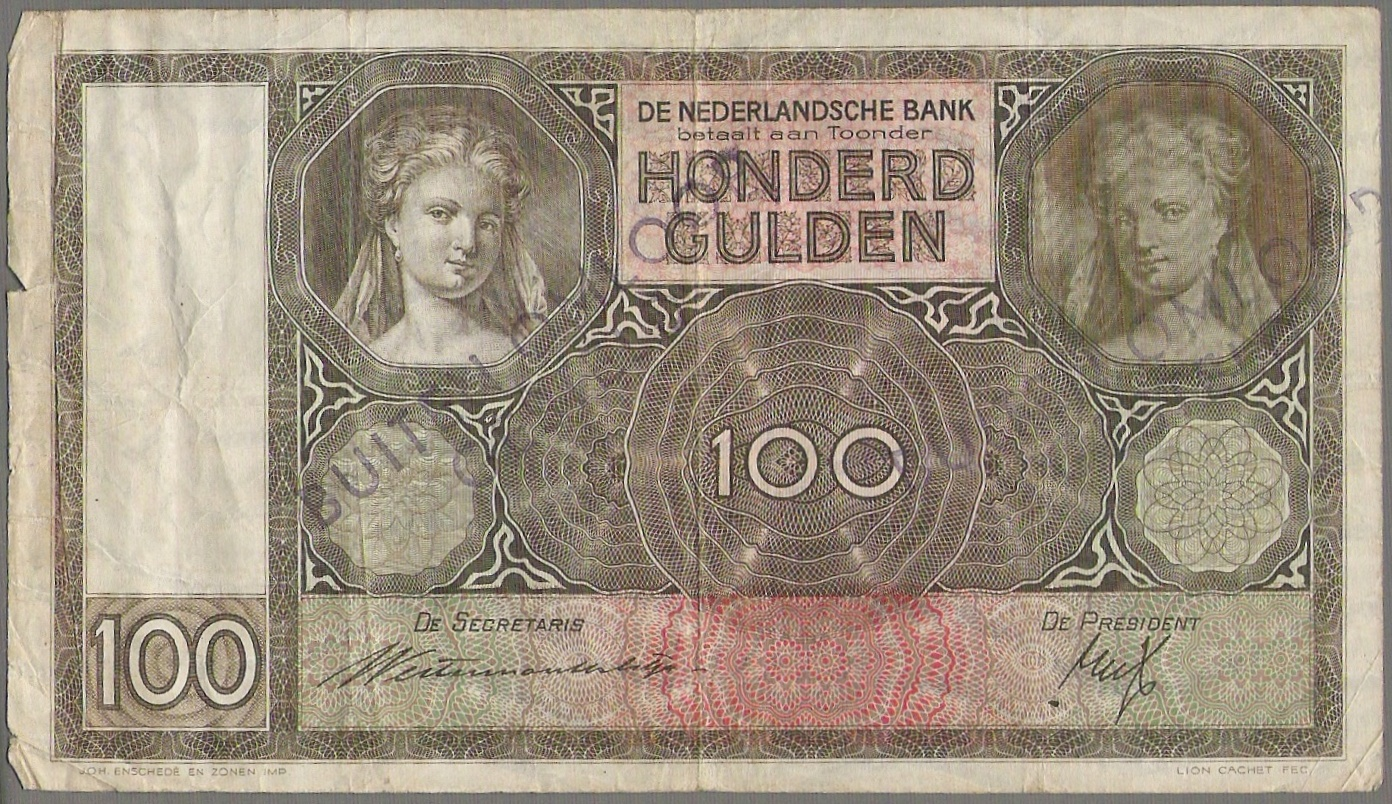
L'antic bitllet de 1935 té el text Joh. Enschedé en Zonen en la cantonada inferior esquerra

El museu va ser fundat el 1904 en un edifici que formava part del primer complex d'impressió de Joh. Enschedé, un lloc històric de Haarlem que va ser excavat en els anys noranta i avui és un garatge subterrani. L'edifici va ser prèviament un taller pel Grafische Inrichting, o Tipografia. La companyia Enschedé va ser en algun moment la impremta més gran dels Països Baixos que des de 1737 a 1940 va imprimir l'Oprechte Haerlemsche Courant i des de 1810 es va convertir en una casa de moneda que va imprimir bitllets i després segells postals. El museu solia exposar una visió general de l'art de la impressió a Haarlem i la tipografia d'Enschedé en particular. La col·lecció de diaris ha estat posada en línia a través de la Koninklijke Bibliotheek i la col·lecció d'atles de Joan Blaeu també ha estat digitalitzada. S'està treballant per digitalitzar altres parts de la col·lecció. Hi ha objectes sobre Costeriana (coses que secunden la llegenda de Laurens Janszoon Coster) i l'art d'imprimir bitllets al llarg dels segles a Haarlem.
El museu va tancar el 1990 quan les oficines de Joh. Enschedé es van traslladar a Oudeweg. El 2015, la majoria de les col·leccions es van traslladar a l'Archief Noord-Hollands.